# Po natarciu
Po natarciu (ang. After a Push) – obraz olejny namalowany przez brytyjskiego artystę Christophera R.W. Nevinsona w 1917, znajdujący się w zbiorach Imperial War Museum w Londynie. 

## Opis obrazu
Obraz przedstawia „krajobraz iście księżycowy” po natarciu z wielkimi wypełnionymi wodą kraterami i resztkami drutu kolczastego. W oddali na linii horyzontu po lewej widać rząd połamanych drzew a po prawej eksplodujące pociski artyleryjskie przypominające nam o bliskości wojny. Obraz Nevinsona jest krytyczną reakcją na bezsensowne niszczenie krajobrazu podczas wojny.